# 中国人民解放军陆军昆明疗养院
中国人民解放军陆军昆明疗养院，位于云南省安宁市温泉镇，隶属中国人民解放军陆军后勤部。

## 简介
昆明疗养院于1950年10月建院，是中国人民解放军首批组建的疗养院，位于昆明市滇池以西40公里的安宁市温泉镇，占地面积163亩，海拔1795米。该院依山傍水，环境清幽，设施完善，曾被评为全军绿化先进单位，截至2016年曾经四次获得全军医院、疗养院优质服务“白求恩杯”。1960年代至1970年代，是党和国家领导人、中共中央军委首长的休养地，也是中国共产党和国家、军队的政治外交场所。刘少奇、周恩来、朱德、董必武、李先念、宋庆龄、贺龙、邓小平、胡耀邦等党和国家领导人以及老挝、越南、缅甸、阿尔巴尼亚等国领导人及军政高级人员曾来院视察疗养。2004年和2013年，昆明疗养院先后接待杨利伟、聂海胜、费俊龙以及中国航天员大队的多位航天员，并且刻碑植树合影
2016年改革前，该疗养院名称是“中国人民解放军成都军区昆明疗养院”，隶属中国人民解放军成都军区。2016年，在深化国防和军队改革中，成都军区撤销，该疗养院转隶中国人民解放军陆军后勤部，名称改为“中国人民解放军陆军昆明疗养院”。